# Кидман, Николь
Нико́ль Мэ́ри Ки́дман (англ. Nicole Mary Kidman; род. 20 июня 1967, Гонолулу, Гавайи, США) — австралийская и американская актриса, певица, продюсер и посол доброй воли ЮНИСЕФ. Лауреат премии «Оскар» 2003 года за роль Вирджинии Вулф в фильме «Часы» (первая актриса из Австралии, получившая эту награду в номинации «Лучшая женская роль»). Обладательница именной звезды на Голливудской «Аллее славы».
Обладательница шести премий «Золотой глобус» (1996, 2002, 2003, 2018 — дважды, 2022), приза «Серебряный медведь» (2003), Кубка Вольпи (2024), премии BAFTA (2003), двух премий «Эмми» (2017 — дважды) и премии «Сатурн» (2002).
Наиболее известные фильмы и телесериалы с участием Николь Кидман: «Билли Батгейт» (1991), «За что стоит умереть» (1995), «Бэтмен навсегда» (1995), «Мулен Руж!» (2001), «Другие» (2001), «Часы» (2002), «Холодная гора» (2003), «Рождение» (2004), «Кроличья нора» (2010), «Газетчик» (2012), «Хемингуэй и Геллхорн» (2012), «Принцесса Монако» (2014), «Лев» (2016) и «Большая маленькая ложь» (2017).

## Ранние годы и образование
Родилась 20 июня 1967 года в Гонолулу, административном центре американского штата Гавайи. Её родители — Энтони Дэвид Кидман и Джанелль Энн Макнэйл — шотландских и ирландских кровей, оба родились в Австралии. Некоторое время отец Николь работал специалистом по исследованию раковых клеток в Вашингтоне, США. Когда будущей актрисе исполнилось четыре года, её семья вернулась в Австралию: отец Николь получил место в Техническом университете Сиднея. Есть младшая сестра — Антония Кидман (1970) — журналист и телеведущая.
С четырёх лет Николь начала заниматься балетом. Увлечение танцами привело в Австралийский театр для молодёжи, а затем в Театр Филип Стрит, где будущая актриса также совершенствовалась в вокальном искусстве и изучала историю театра. Николь продолжила образование в женской средней школе Северного Сиднея, однако вскоре ей пришлось оставить учёбу: мать Николь заболела раком груди, и девушка была вынуждена всецело посвятить себя семейным заботам, в то время как мать проходила терапию и восстанавливалась после болезни.

## Карьера

### 1983—1994
В 1982 году в возрасте 15 лет Кидман появилась в своём первом полнометражном дебюте — ремейке классического австралийского фильма «Рождество в лесу», который часто показывают на новогодние праздники. К концу 1983 года актриса получила роль второго плана в телевизионном сериале «Пятимильный ручей» — к середине 1980-х годов Кидман набирает популярность в Австралии, снявшись в фильмах «Бандиты на велосипедах» (группа «Wheatus» написала песню «BMX Bandits» об этом фильме), «Ночь танцующих теней» и романтической комедии «Оседлавший ветер» — зрителям она особенно запомнилась благодаря ярким сценами с её участием в последней картине. Кроме того, актриса появилась в известных австралийских постановках — мыльной опере «Сельская практика» и мини-сериале «Вьетнам» (1986), «Улице Сезам» и других телевизионных постановках.
В 1988 году Кидман снялась в фильме «Изумрудный город», поставленном по одноимённой пьесе Дэвида Вильямсона. За эту роль она была номинирована на премию австралийского института кино в категории «Лучшая женская роль второго плана». Кроме того, Николь сыграла главную роль в драматическом мини-сериале «Бангкок Хилтон» — фильм рассказывает историю австралийской туристки, приговорённой в Таиланде к смертной казни по ложному обвинению в транспортировке наркотиков. Игра молодой актрисы впечатлила не только зрителей, но и критиков, а права на показ сериала были куплены многими странами, в том числе СССР. В 1989 году Кидман получила роль в триллере «Мёртвый штиль» — она сыграла Рэй Инграм, жену морского офицера. Успех картины и лестные отзывы критиков прославили актрису, получившую наконец мировую известность. Журнал «Variety» написал: «На протяжении всего фильма Кидман великолепна. Её игра даёт героине настоящую стойкость и энергию». Роджер Эберт отметил химию между героями — «Кидман и Зейн вырабатывают настоящую ненависть друг к другу в каждой совместной сцене». Картина с успехом прошла в мировом прокате. Фильм, финансировавшийся компанией «Warner Bros.», был первым голливудским проектом актрисы, несмотря на австралийский актёрский состав и съёмочную группу.
После успеха «Мёртвого штиля» Николь Кидман совершила дебют в американском кино. Она была приглашена в Голливуд, где получила роль в фильме «Дни грома», в котором она снималась вместе со своим будущим мужем, актёром Томом Крузом. Ей досталась роль молодой девушки-врача Клэр Левицки, влюбившейся в автогонщика NASCAR в исполнении Круза. Картина стала одной из самых кассовых лент того года.
В 1991 году Кидман снялась вместе со своей бывшей одноклассницей и лучшей подругой Наоми Уоттс и Тэнди Ньютон в независимом фильме «Флирт». Кидман и Уоттс сыграли взрослеющих школьниц — картина получила премию Австралийского кинематографического института в номинации «Лучший фильм». В том же году работа в фильме «Билли Батгейт» принесла Николь первую номинацию на премию «Золотой глобус» в категории «Лучшая женская роль второго плана». Газета «The New York Times» назвала Николь «красавицей с обаятельным чувством юмора». В следующем году Круз и Кидман вновь снялись вместе в картине «Далеко-далеко» Рона Ховарда, которая не стала хитом, но получила благосклонные отзывы критиков и собрала неплохую кассу. В 1993 году Кидман сыграла главную роль в драматическом фильме «Моя жизнь» вместе с Майклом Китоном и триллере «Готова на всё» с Алеком Болдуином и Биллом Пуллманом.

### 1995—2003
В 1995 году Кидман снялась в блокбастере «Бэтмен навсегда» в роли доктора Чейз Меридиан. Её партнёрами стали Вэл Килмер, сыгравший Бэтмена, Джим Керри, Томми Ли Джонс, Крис О’Доннелл, Дрю Бэрримор. В том же году Николь снялась в сатирической чёрной комедии Гаса Ван Сента «За что стоит умереть» в роли телеведущей Сьюзан Стоун-Маретто, помешанной на карьере и готовой на пути к славе и публичному признанию пойти на любое преступление, даже на убийство. Кидман получила высокую похвалу от кинокритиков; кроме этого, ей прочили номинацию на премию «Оскар», актриса выдвигалась на самые заметные кинематографические награды Америки и выиграла «Золотой глобус» в номинации «Лучшая актриса в мюзикле или комедии», но оскаровский комитет предпочёл других кандидатов.
Следующей ролью Николь стала роль Изабель Арчер в фильме «Портрет леди», основанном на одноимённом романе Генри Джеймса — в фильме также снялись Барбара Херши, Джон Малкович и Мэри-Луиз Паркер. В следующем году Кидман снялась в главной женской роли доктора Джулии Келли в политическом боевике «Миротворец» с Джорджем Клуни — фильм получил смешанные отзывы, но собрал в мировом прокате 110 миллионов долларов. Затем последовала роль в мистической мелодраме «Практическая магия» с Сандрой Буллок — актрисы сыграли сестёр-ведьм. После этого актриса вернулась в театр, сыграв в лондонской постановке «Синей комнаты» по пьесе Дэвида Хэра.
Настоящий прорыв случился в 2001 году, когда на экраны вышел очень ожидаемый фильм австралийского режиссёра База Лурмана «Мулен Руж!». В этом фильме-мюзикле, изящно сочетающем декадентский китч с элементами древнегреческой трагедии, Кидман сыграла куртизанку по имени Сатин. Чтобы достать сумму, нужную для преображения кабаре, где она работает, в настоящий музыкальный театр, смертельно больная героиня Кидман должна соблазнить богатого злодея Герцога (Ричард Роксбург); к несчастью, Сатин влюбляется в нищего поэта (Юэн Макгрегор), нанятого написать первую пьесу для будущего театра. Трагическая история любви разыгрывается в фильме Лурмана в ритме канкана на фоне роскошных парижских декораций и сопровождается перепевками песен Элтона Джона, The Beatles, Мадонны, Queen и других популярных исполнителей; свои музыкальные номера обе звезды фильма — и Кидман, и Макгрегор — исполнили самостоятельно. Мастерская разноплановая игра Николь Кидман впечатлила критиков. За этот фильм актриса была номинирована на премию «Оскар».
Следующей важной вехой в карьере актрисы стала роль Грэйс Стюарт в мистическом триллере Алехандро Аменабара «Другие». Эта роль окончательно закрепила за Кидман славу кинозвезды, способной привлечь публику в кинотеатры. При бюджете в 17 млн долларов фильм собрал более двухсот миллионов в мировом прокате и был более чем благосклонно принят критикой, приветствовавшей сумрачную атмосферу и нетривиальное развитие сюжета снятой в полусепии киноленты. Игра Кидман, перевоплотившейся для этого фильма в хичкоковскую блондинку a-la Грейс Келли, также была удостоена высочайших оценок, за роль в «Других» актрису номинировали на премии «Золотой глобус» и «Гойя».
В 2001 году актриса взялась за сложную роль английской писательницы Вирджинии Вулф в фильме «Часы» режиссёра Стивена Долдри по одноимённому роману Майкла Каннингема, получившему Пулитцеровскую премию в 1999 году. Фильм (как и книга Каннингема) описывает один день из жизни трёх женщин, разделённых во времени, но связанных друг с другом посредством психологического романа Вульф «Миссис Дэллоуэй», оказывающего воздействие на их жизни. Вирджиния Вулф собиралась назвать свою книгу «Часы» — отсюда название романа Каннингема и фильма. Картина начинается со сцены самоубийства невротичной героини Кидман. Кроме Кидман, в фильме занят первоклассный актёрский состав: Джулианна Мур, Мерил Стрип, Эд Харрис, Тони Коллетт и Клэр Дэйнс. Эта картина стала одной из самых громких премьер 2002 года, а Кидман получила приз Берлинского кинофестиваля, премию Британской киноакадемии, премию «Золотой глобус» и, наконец, премию «Оскар» за роль Вулф. Победа Кидман породила в тот год множество кривотолков о том, какими принципами руководствуются киноакадемики, выбирая победителей в актёрских категориях. Для того, чтобы сыграть роль Вирджинии Вульф, Кидман, которая на момент съёмок была моложе своей героини, пришлось до неузнаваемости изменить свою внешность. Важным элементом грима была накладка на нос, и в бульварной прессе начались спекуляции о том, что «Оскар» Кидман был наградой не за её актёрское мастерство, а за смелость, с которой она доверилась голливудским гримёрам.
2003 год был также очень успешным для Кидман. Она снялась в экспериментальном фильме одного из самых известных и спорных европейских кинорежиссёров датчанина Ларса фон Триера «Догвилль». Фильм получил широкий общественный резонанс. Реакция на эту картину Триера была неоднозначной — если в Европе «Догвилль» был назван в числе главных достижений кинематографа последних лет, то американская критика встретила фильм по меньшей мере враждебно. Тем не менее работа Кидман в ленте Триера удостоилась высоких похвал по обе стороны Атлантики. Изначально предполагалось, что актриса сыграет ещё в двух его картинах — «Мандерлей» и «Вашингтон» — составляющих вместе с «Догвиллем» трилогию «США — страна возможностей», но Кидман отказалась от продолжения сотрудничества с Триером. По официальной версии, поводом стала чрезвычайная занятость актрисы в голливудских съёмках. Неофициальной причиной мог стать кризис в отношениях с режиссёром Ларсом фон Триером, творческий метод которого требует от актёра абсолютного доверия, но одновременно испытывает эту близость и провоцирует личный и профессиональный конфликт. Похожая история случилась с другой знаменитостью, сыгравшей звёздную роль в фильме «Танцующая в темноте» — певицей Бьорк. Обе актрисы благодаря Ларсу фон Триеру завоевали европейскую публику ценой разрыва отношений с режиссёром.
В том же 2003 году актриса исполнила главную роль в фильме-экранизации знаменитого романа Филипа Рота «Запятнанная репутация», где сыграла вместе с Энтони Хопкинсом; кроме того, на экраны вышла эпическая драма Энтони Мингеллы «Холодная гора» (по одноимённому роману Чарльза Фрейзера), где Кидман снялась вместе с Рене Зеллвегер и Джудом Лоу. Из трёх проектов относительно успешным оказался последний: фильм собрал более 176 млн долларов в мировом прокате и получил 7 номинаций на премию «Оскар».
Николь Кидман должна была сыграть главную роль в фильме Дэвида Финчера «Комната страха», но из-за травмы ноги не смогла принять участие в съёмках. В итоге роль Мэг Олтман досталась Джоди Фостер, а Кидман позднее приняла участие в озвучивании фильма (роль девушки Стефана в телефонном разговоре). Кроме того, по разным причинам Кидман отклонила роли в фильмах «Мистер и миссис Смит» (роль досталась Анджелине Джоли) и «Авиатор» (роль сыграла Кейт Бланшетт).

### После 2004 года
Из четырёх следующих фильмов Николь Кидман два не смогли снискать широкого успеха у публики и критики. Кидман попыталась утвердиться в амплуа комедийной актрисы и снялась в двух высокобюджетных комедиях. Первая — «Степфордские жёны», ремейк одноимённого фильма 1975 года, снятого по мрачному сатирическому роману Айры Левина. В этом фильме Кидман играет телеведущую, потерявшую работу, после того как один из участников созданного ей реалити-шоу кончает с собой, и переезжающую в Степфорд — идеальный американский городок, где за кукольными фасадами богатых благополучных домов скрывается жуткая тайна, раскрыть которую придётся героине. Высокобюджетная лента так и не смогла окупить себя в мировом прокате. Второй фильм — «Колдунья», явившийся широкоэкранной версией популярного в Америке телесериала Bewitched, был немногим более успешным в финансовом плане — общие сборы составили 131 млн долларов при бюджете в 85 млн долларов, однако критикам по-прежнему не нравился беспечный образ, созданный актрисой, — за роль в этом фильме она получила антинаграду «Золотая малина». В 2005 году на широкие экраны вышел политический триллер Сидни Поллака «Переводчица» с участием Николь Кидман и Шона Пенна, но и этот фильм запомнился зрителям скорее тем обстоятельством, что его съёмки проходили в настоящих зданиях ООН (до этого в помещения ООН не пускали ни одну съёмочную группу), а не выдающимися художественными достоинствами.
Особое место в фильмографии Кидман занимает фильм «Рождение» — камерная история, снятая знаменитым клипмейкером Джонатаном Глэйзером, с участием Дэнни Хьюстона, Энн Хеч, Лорен Бэколл и Кэмерона Брайта. Ещё до премьеры в рамках Венецианского кинофестиваля в 2004 году фильм вызвал скандал: в прессу просочилось сообщение о том, что по сюжету героиня Кидман занимается сексом с 10-летним мальчиком, и картину заочно обвинили в педофилии. Это обстоятельство стало причиной невыхода «Рождения» в широкий прокат в США. За роль Анны, тяжело переживающей преждевременную смерть супруга и становящейся жертвой аферы десятилетнего мальчика, выдающего себя за реинкарнацию её мужа, Кидман получила номинацию на премию «Золотой глобус», которую вручает иностранная пресса в Голливуде. Это обстоятельство весьма показательно: как публикой, так и критиками фильм был хорошо принят исключительно в Старом Свете. Картина смогла собрать затраченные на неё деньги (сборы составили 24 миллиона долларов, в основном за счёт европейского проката).
Осенью 2006 года с участием Кидман вышел фильм «Мех» — кинобиография фотографа Дианы Арбус, снимавшей самые странные и уродливые проявления человеческой природы, и покончившей с собой в 1971 году. Режиссёром картины выступил Стивен Шейнберг, известный по скандальному фильму «Секретарша».
В 2008 году журнал TV Guide сообщил, что Кидман сыграет главную роль в фильме «Девушка из Дании» — экранизации одноимённого романа, который рассказывает об Эйнаре Вегенере — первом транссексуале, прошедшем операцию по перемене пола. Однако съёмки несколько раз откладывались, из-за чего Кидман покинула проект, и роль Эйнара Вегенера досталась Эдди Редмэйну.
В том же году Кидман отклонила ряд интересных ролей в связи с беременностью (в том числе роль в фильме Стивена Долдри «Чтец», которая в итоге досталась Кейт Уинслет, получившей впоследствии «Оскар» в номинации «Лучшая женская роль»).
Ради съёмок в фильме «Кроличья нора» Николь отказалась от участия в картине Вуди Аллена под названием «Ты встретишь таинственного незнакомца».
В 2009 году журнал Variety сообщил, что Николь собирается выступить продюсером и сыграть главную роль в экранизации романа Криса Клайва «Маленькая пчёлка» совместно с компанией BBC.
Кроме того, Кидман снялась в главной роли в фильме «Вторжение» немецкого режиссёра Оливера Хиршбигеля, научно-фантастическом триллере об эпидемии внеземного происхождения (изначально фильм должен был стать ремейком картины «Вторжение похитителей тел», однако потом было решено снимать оригинальную историю). Во «Вторжении» заняты также Дэниел Крейг и Вероника Картрайт.
Николь Кидман сыграла вместе с Николасом Кейджем в триллере Джоэля Шумахера — «Что скрывает ложь»: картина рассказывает о супружеской паре, которую взяла в заложники группа бандитов. Мировая премьера ленты состоялась 14 сентября 2011 года на кинофестивале в Торонто, а 8 декабря того же года картина вышла в российский прокат.
Участием Кидман отмечены также:
- Озвучивание одной из ролей в мультипликационном мюзикле «Делай ноги»;
- Комедийная драма «Марго на свадьбе», которую снял Ноа Баумбах, с участием Дженнифер Джейсон Ли и Джека Блэка;
- Историческая драма База Лурмана «Австралия» с Хью Джекманом в главной мужской роли;
- Экранизация фантастической сказки «Золотой компас» Филипа Пулмана;
- Мюзикл Роба Маршалла «Девять», где также снялись Дэниел Дэй-Льюис, Софи Лорен, Пенелопа Крус, Марион Котийяр и Джуди Денч;
- Драма «Кроличья нора», рассказывающая о супружеской паре, пытающейся пережить случайную смерть своего маленького сына. Кидман за главную роль была номинирована на «Оскар» и «Золотой глобус»;
- Романтическая комедия «Притворись моей женой» с Дженнифер Энистон и Адамом Сэндлером в главных ролях. Кидман досталась небольшая роль подруги персонажа Энистон.

В июне 2010 года TV Guide сообщил, что Николь сыграет вместе с Клайвом Оуэном в телевизионном фильме студии HBO, рассказывающий о романе Эрнеста Хэмингуэя и Марты Геллхорн. Рабочее название картины — «Хемингуэй и Геллхорн». Место режиссёра занял Филип Кауфман, съёмки начались в феврале 2011 года. Премьера картины состоялась в 2012 году, а за исполнение роли Марты Геллхорн Кидман в очередной раз выдвигалась на премии «Золотой глобус» и «Эмми». В том же году 65-й Каннский кинофестиваль принял у себя детективную драму «Газетчик» режиссёра Ли Дэниелса, роль Шарлотты Блесс в которой исполнила Николь Кидман. Ведущие мировые кинокритики признали эту роль едва ли не лучшей в карьере актрисы. За сложное перевоплощение в образ фатальной красотки Кидман была снова удостоена номинаций на «Золотой глобус» и премию Гильдии киноактёров США.
В 2016 году Кидман сыграла Сью Брайерли в драматическом фильме «Лев», основанном на автобиографии Сару Брайерли «Долгая дорога домой», за которую она вновь была номинирована на «Оскар». В 2017 году Кидман удостоилась двух премий «Эмми», как лучшая актриса в мини-сериале или телефильме и как продюсер, обе награды она получила за сериал «Большая маленькая ложь». Также, в 2017 году вышел драматический триллер «Роковое искушение», в котором вместе с Кидман сыграли Колин Фаррелл, Эль Фаннинг и Кирстен Данст.
В конце 2018 года на российские экраны вышел «Аквамен» с Николь Кидман в роли Атланны, матери персонажа Джейсона Момоа.
14 марта 2019 года в российский прокат вышел триллер «Время возмездия» с Николь Кидман в главной роли. Фильм уже был представлен на нескольких фестивалях, включая кинофестиваль в Торонто. Кроме того, за роль в картине актриса номинирована на Золотой глобус. Также, в 2019 году вышел фильм «Щегол», адаптация романа популярной писательницы Донны Тартт, где Кидман сыграла мисс Барбур. В том же году Николь Кидман сыграла одну из главных ролей в фильме «Скандал», основанном на истории о сексуальных домогательствах генерального директора телеканала Fox News.
В 2020 году Николь Кидман сыграла главную роль мини-сериале HBO «Отыграть назад». Актриса не только сыграла успешного психолога с Манхэттена, за что была номинирована на Золотой глобус, но и стала исполнительным продюсером сериала. В том же году вышел на экраны комедийный мюзикл Райана Мерфи «Выпускной», в котором также сыграли Мэрил Стрип, Джеймс Корден, Николь Кидман, Киган-Майкл Кей, Эндрю Рэннеллс.
В 2021 году вышел сериал «Девять совсем незнакомых людей», где Николь Кидман сыграла загадочного директора элитного курорта загадочную Машу Дмитриченко. Также Николь является продюсером этого сериала.
В том же году, в ограниченный прокат в США, вышел фильм «Быть Рикардо», в котором Николь Кидман сыграла американскую актрису Люсиль Болл.
В 2022 году Николь Кидман исполнила одну из главных ролей в историческом фильме Роберта Эггерса «Варяг». В том же 2022 стало известно, что Николь Кидман сыграет главную роль в триллере «Холланд».
В июле 2023 на стриминговой площадке Paramount+ вышел сериал «Спецназ: Львица», где одну из ролей сыграла Николь Кидман.
В декабре 2023 вышла вторая часть «Аквамена» с Николь Кидман «Аквамен и потерянное царство». Премьера в мировом прокате состоялась 20 декабря, а в России 28 декабря.
21 января 2024 состояла премьера сериала «Экспаты», где Николь сыграла одну из главных ролей. История трёх американок, живущих в сплочённом сообществе экспатриантов Гонконга и сталкивающихся с трудностями ассимиляции.
Также в 2024 году состоялась премьера эротического трилера «Плохая девочка», за главную роль в которой актриса номинирована на Оскар 2025. Премьера фильма прошла на 81-м Венецианском международном кинофестивале — тогда он был удостоен «Кубка Вольпи». С 16 января картину можно посмотреть в кинотеатрах России.
В 2025 году журнал Time назвал Николь Кидман одной из женщин года. 

## Другие проекты

### Дискография
Николь Кидман известна также как певица. Она самостоятельно исполнила свои партии в фильме «Мулен Руж!», а записанный ею совместно с британским певцом Робби Уильямсом сингл «Somethin’ Stupid» занял первое место в британском сингл-чарте, где продержался три недели подряд. Николь также исполнила вокальные партии героини по имени Норма Джин в анимационном фильме про пингвинов «Делай ноги», спев среди прочего песню Принса «Kiss». В фильме-мюзикле «Девять» певица сама исполнила классическую композицию «Unusual Way».
- «Come What May» — саундтрек к фильму «Мулен Руж!» в дуэте с Юэном Макгрегором (октябрь 2001 года)
- «One Day I’ll Fly Away» — саундтрек к фильму «Мулен Руж!» (октябрь 2001 года)
- «Sparkling Diamond» — саундтрек к фильму «Мулен Руж!» (октябрь 2001 года)
- «Hindi Sad Diamonds» — саундтрек к фильму «Мулен Руж!») (октябрь 2001 года)
- «Somethin’ Stupid» — сингл в дуэте с Робби Уильямсом (10 декабря 2001 года, первое место в рождественских чартах Великобритании)
- «Kiss» / «Heartbreak Hotel» — саундтрек к мультфильму «Делай ноги» в дуэте с Хью Джекманом (ноябрь 2006 года)
- «Unusual Way» — саундтрек к фильму «Девять» (22 декабря 2009 года)

### Реклама
Вместе с успехом в кино Николь Кидман ждали успешные работы в рекламе — актриса стала лицом парфюмерного бренда Chanel No. 5 дома моды Chanel. Их сотрудничество началось с серии телевизионных и печатных материалов, подготовленных при участии режиссёра фильма «Мулен Руж!» База Лурмана в рамках рекламной кампании, проводимой в 2004, 2005 и 2006 годах. В многомиллионном рекламном ролике под названием N° 5 the Film также снимался Родриго Санторо. Реклама является самой дорогой в истории бизнеса: общая стоимость одной минуты четырёхминутного ролика оценивается в 11 млн долларов. А сама Кидман получила самый высокий в истории рекламы гонорар — за участие в съёмках ей было заплачено 3,71 млн долларов, то есть по 928 тысяч долларов за минуту.
Также актриса стала лицом швейцарской часовой компании Omega, представив продукцию Omega Watches (в 2005 году) и Ladymatic (в 2010 году).
25 июня 2007 года стало известно, что актриса также станет лицом новой рекламной кампании Nintendo DS, основная цель которой — реклама интеллектуальных игр серии More Brain Training на европейском рынке.

## Личная жизнь

### Семья и отношения
Актриса замужем второй раз. Её первый муж — актёр Том Круз (1990—2001), второй — музыкант и певец Кит Урбан.
До первого замужества у актрисы был роман с австралийским актёром Маркусом Грэмом в 1980-х. Затем Николь встретила своего будущего мужа Тома Круза на съёмках фильма «Дни грома» в декабре 1989 года; между ними завязался роман, Круз развёлся с женой Мими Роджерс, и пара поженилась в канун Рождества того же года в городе Телурайд в штате Колорадо. Они усыновили двух детей — дочь Изабеллу Джейн (англ. Isabella Jane, 22 декабря 1992) и сына Коннора Энтони (англ. Connor Anthony, 17 января 1995).
Во время съёмок фильма «С широко закрытыми глазами» в отношениях звёзд произошёл кризис — пара развелась в феврале 2001 года. 
Таким образом, обстоятельства складывались для Круза благоприятно в отношении условий брачного контракта. По слухам, Круз оставил Кидман на третьем месяце беременности, а позже у актрисы случился выкидыш. Однако данная информация никогда не подтверждалась сторонами публично. В интервью для журнала Marie Claire Кидман сказала, что в начале совместной жизни с Крузом у неё была внематочная беременность. В 2006 году в одном из выпусков журнала Ladies' Home Journal авторы процитировали актрису, написав: «Он [Круз] многое для меня значил, и значит сейчас. Для меня он был просто Томом, а для всех остальных — звездой. Он был добр ко мне, я любила его. И до сих пор люблю». Кроме того, актриса сказала, что «новость о разводе стала для неё шоком».
Николь также приписывали роман с партнёром по фильму «Холодная гора» Джудом Лоу, хотя Лоу на тот момент был женат. Английский таблоид обвинил актрису в том, что брак Джуда и актрисы Сэйди Фрост распался. Кидман подала в суд на журнал и выиграла дело, пожертвовав деньги в местный сиротский приют румынского города, где проходили съёмки фильма.
Также считается, что у Кидман был роман с актёром Тоби Магуайером и музыкантом Робби Уильямсом. Недолгое время Николь Кидман была вместе с музыкантом Ленни Кравицем, с которым познакомилась в 2003-м и рассталась в 2004 году. В одном из интервью от 2007 года Кидман обмолвилась, что была обручена с неким мужчиной до того, как встретила своего второго мужа, Урбана.
В январе 2005 года актриса встретила австралийского певца Кита Урбана; пара поженилась 25 июня 2006 года в Сиднее (Австралия). 7 июля 2008 года в Нашвилле у пары родилась дочь Сандэй Роуз Кидман-Урбан. 28 декабря 2010 года у пары родилась вторая дочь — Фэйт Маргарет Кидман-Урбан; девочка была выношена и рождена суррогатной матерью, но при этом она является биологической дочерью Кидман и Урбана.

### Политика и религия
Кидман исповедует католицизм. Посещает церковь Mary Mackillop Chapel в Северном Сиднее. Во время развода с Крузом сказала, что не хочет, чтобы её дети воспитывались саентологами. После развода предпочитает не обсуждать саентологическую церковь.
Кидман внесла пожертвование в фонд кандидатов от Демократической партии США и поддерживала Джона Керри на президентских выборах в 2004 году. Николь Кидман имеет двойное гражданство Австралии и США.

### Благотворительность
Актриса часто принимает участие в различных социальных акциях, участвует в обществах по борьбе с раком груди и помощи беспризорным детям; в 2004 году она была названа ООН «гражданином мира», а также выдвинута организацией ЮНИСЕФ в послы доброй воли.
В День Австралии в 2006 году актриса получила высшую почётную награду страны, когда ей вручили гражданский Орден Австралии. Также была кандидатом в послы доброй воли от организации ЮНИФЕМ.

## Фильмография

### Актриса
| Год       |     | Русское название                            | Оригинальное название                  | Роль                       |
| --------- | --- | ------------------------------------------- | -------------------------------------- | -------------------------- |
| 1983      | ф   | Бандиты на велосипедах                      | BMX Bandits                            | Джуди                      |
| 1983      | ф   | Рождество в буше                            | Bush Christmas                         | Хелен Томпсон              |
| 1983      | тф  | До мозга костей                             | Skin Deep                              | Шина Хендерсон             |
| 1983      | мтф | Погоня в ночи                               | Chase Through The Night                | Петра                      |
| 1984      | ф   | Призрачный мир                              | Wills & Burke                          | Джулия Мэтьюс              |
| 1984      | тф  | Мэттью и сын                                | Matthew & Son                          | Бриджет Эллиот             |
| 1984      | с   | Сельская практика                           | A Country Practice                     | Симон Дженкинс             |
| 1985      | тф  | Мельбурнский кубок                          | Archer's Adventures                    | Кэтрин                     |
| 1985      | с   | WinnersКэрол Триг                           | Оригинальное название неизвестно       |                            |
| 1985      | с   | Ручей в пять миль                           | Five Mile Creek                        | Энни                       |
| 1986      | ф   | Оседлавший ветер                            | Windrider                              | Джейд                      |
| 1987      | ф   | Кодекс                                      | Nightmaster                            | Эми Гэбриэл                |
| 1987      | ф   | Малая часть                                 | The Bit Part                           | Мэри Макалистер            |
| 1987      | тф  | Австралийка в Риме                          | Un'australiana A Roma                  | Джилл                      |
| 1987      | мтф | Вьетнам                                     | Vietnam                                | Меган Годдард              |
| 1988      | ф   | Изумрудный город                            | Emerald City                           | Хелен                      |
| 1989      | ф   | Мёртвый штиль                               | Dead Calm                              | Рэй Ингрэм                 |
| 1989      | с   | Бангкок Хилтон                              | Bangkok Hilton                         | Катрина Стэнтон            |
| 1990      | ф   | Дни грома                                   | Days of Thunder                        | доктор Клэр Левицки        |
| 1991      | ф   | Флирт                                       | Flirting                               | Никола Рэдклифф            |
| 1991      | ф   | Билли Батгейт                               | Billy Bathgate                         | Дрю Престон                |
| 1992      | ф   | Далеко-далеко                               | Far and Away                           | Шэннон Кристи              |
| 1993      | ф   | Готова на всё                               | Malice                                 | Трэйси Кеннсингер          |
| 1993      | ф   | Моя жизнь                                   | My Life                                | Гэйл Джоунз                |
| 1995      | ф   | За что стоит умереть                        | To Die for                             | Сюзан Стоун Маретто        |
| 1995      | ф   | Бэтмен навсегда                             | Batman Forever                         | доктор Чэйз Меридиэн       |
| 1996      | ф   | Портрет леди                                | The Portrait of a Lady                 | Изабель Арчер              |
| 1996      | ф   | Лидер                                       | The Leading Man                        | актриса, вручающая награду |
| 1997      | ф   | Миротворец                                  | The Peacemaker                         | доктор Джулия Келли        |
| 1998      | ф   | Практическая магия                          | Practical Magic                        | Джиллиан Оуэнс             |
| 1999      | ф   | С широко закрытыми глазами                  | Eyes Wide Shut                         | Элис Хэрфорд               |
| 2001      | ф   | Мулен Руж!                                  | Moulin Rouge!                          | Сатин                      |
| 2001      | ф   | Другие                                      | The Others                             | Грейс Стюарт               |
| 2001      | ф   | Именинница                                  | Birthday Girl                          | Надя / Софи                |
| 2002      | ф   | Часы                                        | The Hours                              | Вирджиния Вулф             |
| 2003      | ф   | Догвилль                                    | Dogville                               | Грэйс Маргарет Маллиган    |
| 2003      | ф   | Запятнанная репутация                       | The Human Stain                        | Фауни Фарли                |
| 2003      | ф   | Холодная гора                               | Cold Mountain                          | Ада Монро                  |
| 2004      | ф   | Степфордские жёны                           | The Stepford Wives                     | Джоанна Эберхарт           |
| 2004      | ф   | Рождение                                    | Birth                                  | Анна                       |
| 2005      | ф   | Переводчица                                 | The Interpreter                        | Сильвия Брум               |
| 2005      | ф   | Колдунья                                    | Bewitched                              | Изабель Бигелоу            |
| 2006      | ф   | Мех                                         | Fur                                    | Диана Арбус                |
| 2006      | мф  | Делай ноги                                  | Happy Feet                             | Норма Джин                 |
| 2007      | ф   | Вторжение                                   | The Invasion                           | Кэрол Беннелл              |
| 2007      | ф   | Марго на свадьбе                            | Margot at the Wedding                  | Марго Зеллер               |
| 2007      | ф   | Золотой компас                              | His Dark Materials: The Golden Compass | Мариса Колтер              |
| 2008      | ф   | Австралия                                   | Australia                              | леди Сара Эшли             |
| 2009      | ф   | Девять                                      | Nine                                   | Клаудия Нарди              |
| 2010      | ф   | Кроличья нора                               | Rabbit Hole                            | Бекка Корбетт              |
| 2011      | ф   | Притворись моей женой                       | Just Go with It                        | Девлин Адамс               |
| 2011      | ф   | Что скрывает ложь                           | Trespass                               | Сара Миллер                |
| 2012      | ф   | Газетчик                                    | The Paperboy                           | Шарлотта Блесс             |
| 2012      | тф  | Хемингуэй и Геллхорн                        | Hemingway & Gellhom                    | Марта Геллхорн             |
| 2013      | ф   | Порочные игры                               | Stoker                                 | Эвелин Стокер              |
| 2013      | ф   | Возмездие                                   | The Railway Man                        | Патриция «Пэтти» Ломакс    |
| 2014      | ф   | Принцесса Монако                            | Grace Of Monaco                        | Грейс Келли                |
| 2014      | ф   | Прежде, чем я усну                          | Before I Go to Sleep                   | Кристин Лукас              |
| 2014      | ф   | Приключения Паддингтона                     | Paddington                             | Миллисент                  |
| 2014      | тф  | Давай знакомиться                           | Hello Ladies: The Movie                | в роли самой себя          |
| 2015      | ф   | Королева пустыни                            | Queen of the Desert                    | Гертруда Белл              |
| 2015      | ф   | Тайна в их глазах                           | The Secret In Their Eyes               | Клэр                       |
| 2015      | ф   | Чужая страна                                | Strangerland                           | Кэтрин Паркер              |
| 2015      | ф   | Семья Фэнг                                  | The Family Fang                        | Энни Фэнг                  |
| 2016      | ф   | Гений                                       | Genius                                 | Айлин Бернштайн            |
| 2016      | ф   | Лев                                         | Lion                                   | Сью Брейли                 |
| 2017      | ф   | Как разговаривать с девушками на вечеринках | How to Talk to Girls at Parties        | Куин Бодкин                |
| 2017      | ф   | Убийство священного оленя                   | The Killing of a Sacred Deer           | Анна Мёрфи                 |
| 2017      | ф   | Роковое искушение                           | The Beguiled                           | Марта Фартсворт            |
| 2017—2025 | с   | Большая маленькая ложь                      | Big Little Lies                        | Селеста Райт               |
| 2017      | с   | Вершина озера                               | Top of the Lake                        | Джулия Эдвардс             |
| 2018      | ф   | Аквамен                                     | Aquaman                                | королева Атланна           |
| 2019      | ф   | Стёртая личность                            | Boy Erased                             | Нэнси Имонс                |
| 2019      | ф   | Время возмездия                             | Destroyer                              | Эрин Белл                  |
| 2019      | ф   | Щегол                                       | The Goldfinch                          | миссис Барбур              |
| 2019      | ф   | Скандал                                     | Bombshell                              | Гретчен Карлсон            |
| 2020      | ф   | Выпускной                                   | Prom                                   | Энжи Дикинсон, хористка    |
| 2020      | с   | Отыграть назад                              | The Undoing                            | Грейс                      |
| 2021      | с   | Девять совсем незнакомых людей              | Nine Perfect Strangers                 | Маша                       |
| 2021      | ф   | Быть Рикардо                                | Being the Ricardos                     | Люсиль Болл                |
| 2022      | ф   | Варяг                                       | The Northman                           | королева Гудрун            |
| 2023      | ф   | Аквамен и потерянное царство                | Aquaman and the Lost Kingdom           | Атланна                    |
| 2023      | с   | Спецназ: Львица                             | Special Ops: Lioness                   | Кейтлин Мид                |
| 2024      | мф  | Очарованная                                 | Spellbound                             | королева Эллсмир           |
| 2024      | ф   | Семейное дело                               | A Family Affair                        |                            |
| 2024      | ф   | Плохая девочка                              | Babygirl                               | Роми                       |
| 2025      | ф   | Холланд                                     | Holland                                |                            |
| 2026      | ф   | Практическая магия 2                        | Practical Magic 2                      | Джиллиан Оуэнс             |
|           | с   | Скарпетта                                   | Scarpetta                              | доктор Кей Скарпетта       |
|           | с   | У Марго проблемы с деньгами                 | Margo’s Got Money Troubles             | мать Марго Милле           |

### Продюсер
- 2003 — «Тёмная сторона страсти»
- 2010 — «Кроличья нора»
- 2011 — «Монте-Карло»
- 2015 — «Семья Фэнг»
- 2017—2025 — «Большая маленькая ложь»
- 2020 — «Отыграть назад»

## Роли в театре
| Год  | Название        | Роль              | Режиссёр       | Место проведения  | Ист.   |
| ---- | --------------- | ----------------- | -------------- | ----------------- | ------ |
| 1998 | Голубая комната | разные роли       | Сэм Мендес     | Donmar Warehouse  | [ 74 ] |
| 2015 | Фотография 51   | Розалинд Франклин | Майкл Грандадж | Театр Ноэля Труса | [ 75 ] |

## Награды и номинации
Полный список наград и номинаций на сайте IMDb.com.
| Награды и номинации                         | Награды и номинации | Награды и номинации                                      | Награды и номинации            | Награды и номинации |
| Награда                                     | Год                 | Категория                                                | Работа                         | Результат           |
| ------------------------------------------- | ------------------- | -------------------------------------------------------- | ------------------------------ | ------------------- |
| Оскар                                       | 2002                | Лучшая женская роль                                      | Мулен Руж!                     | Номинация           |
| Оскар                                       | 2003                | Лучшая женская роль                                      | Часы                           | Победа              |
| Оскар                                       | 2011                | Лучшая женская роль                                      | Кроличья нора                  | Номинация           |
| Оскар                                       | 2017                | Лучшая женская роль второго плана                        | Лев                            | Номинация           |
| Оскар                                       | 2022                | Лучшая женская роль                                      | Быть Рикардо                   | Номинация           |
| BAFTA                                       | 1996                | Лучшая женская роль                                      | За что стоит умереть           | Номинация           |
| BAFTA                                       | 2002                | Лучшая женская роль                                      | Другие                         | Номинация           |
| BAFTA                                       | 2003                | Лучшая женская роль                                      | Часы                           | Победа              |
| BAFTA                                       | 2017                | Лучшая женская роль второго плана                        | Лев                            | Номинация           |
| BAFTA TV                                    | 2018                | Лучшая международная программа                           | Большая маленькая ложь         | Номинация           |
| Золотой глобус                              | 1992                | Лучшая женская роль второго плана — Кинофильм            | Билли Батгейт                  | Номинация           |
| Золотой глобус                              | 1996                | Лучшая женская роль — комедия или мюзикл                 | За что стоит умереть           | Победа              |
| Золотой глобус                              | 2002                | Лучшая женская роль — драма                              | Другие                         | Номинация           |
| Золотой глобус                              | 2002                | Лучшая женская роль — комедия или мюзикл                 | Мулен Руж!                     | Победа              |
| Золотой глобус                              | 2003                | Лучшая женская роль — драма                              | Часы                           | Победа              |
| Золотой глобус                              | 2004                | Лучшая женская роль — драма                              | Холодная гора                  | Номинация           |
| Золотой глобус                              | 2005                | Лучшая женская роль — драма                              | Рождение                       | Номинация           |
| Золотой глобус                              | 2011                | Лучшая женская роль — драма                              | Кроличья нора                  | Номинация           |
| Золотой глобус                              | 2013                | Лучшая женская роль второго плана — Кинофильм            | Газетчик                       | Номинация           |
| Золотой глобус                              | 2013                | Лучшая женская роль — мини-сериал или телефильм          | Хемингуэй и Геллхорн           | Номинация           |
| Золотой глобус                              | 2017                | Лучшая женская роль второго плана — Кинофильм            | Лев                            | Номинация           |
| Золотой глобус                              | 2018                | Лучшая женская роль — мини-сериал или телефильм          | Большая маленькая ложь         | Победа              |
| Золотой глобус                              | 2018                | Лучший мини-сериал или телефильм                         | Большая маленькая ложь         | Победа              |
| Золотой глобус                              | 2019                | Лучшая женская роль — драма                              | Время возмездия                | Номинация           |
| Золотой глобус                              | 2020                | Лучшая женская роль в телесериале — драма                | Большая маленькая ложь         | Номинация           |
| Золотой глобус                              | 2021                | Лучшая женская роль — мини-сериал или телефильм          | Отыграть назад                 | Номинация           |
| Золотой глобус                              | 2022                | Лучшая женская роль — драма                              | Быть Рикардо                   | Победа              |
| Золотой глобус                              | 2025                | Лучшая женская роль — драма                              | Плохая девочка                 | Номинация           |
| Эмми                                        | 2012                | Лучшая женская роль в мини-сериале или фильме            | Хемингуэй и Геллхорн           | Номинация           |
| Эмми                                        | 2017                | Лучшая женская роль в мини-сериале или фильме            | Большая маленькая ложь         | Победа              |
| Эмми                                        | 2017                | Лучший мини-сериал или телефильм                         | Большая маленькая ложь         | Победа              |
| Премия Гильдии киноактёров США              | 2002                | Лучший актёрский состав в игровом кино                   | Мулен Руж!                     | Номинация           |
| Премия Гильдии киноактёров США              | 2003                | Лучшая женская роль                                      | Часы                           | Номинация           |
| Премия Гильдии киноактёров США              | 2003                | Лучший актёрский состав в игровом кино                   | Часы                           | Номинация           |
| Премия Гильдии киноактёров США              | 2010                | Лучший актёрский состав в игровом кино                   | Девять                         | Номинация           |
| Премия Гильдии киноактёров США              | 2011                | Лучшая женская роль                                      | Кроличья нора                  | Номинация           |
| Премия Гильдии киноактёров США              | 2013                | Лучшая женская роль второго плана                        | Газетчик                       | Номинация           |
| Премия Гильдии киноактёров США              | 2013                | Лучшая женская роль в телефильме или мини-сериале        | Хемингуэй и Геллхорн           | Номинация           |
| Премия Гильдии киноактёров США              | 2016                | Лучшая женская роль в телефильме или мини-сериале        | Принцесса Монако               | Номинация           |
| Премия Гильдии киноактёров США              | 2017                | Лучшая женская роль второго плана                        | Лев                            | Номинация           |
| Премия Гильдии киноактёров США              | 2018                | Лучшая женская роль в телефильме или мини-сериале        | Большая маленькая ложь         | Победа              |
| Премия Гильдии киноактёров США              | 2020                | Лучшая женская роль второго плана                        | Скандал                        | Номинация           |
| Премия Гильдии киноактёров США              | 2020                | Лучший актёрский состав в игровом кино                   | Скандал                        | Номинация           |
| Премия Гильдии киноактёров США              | 2020                | Лучший актёрский состав в драматическом сериале          | Большая маленькая ложь         | Номинация           |
| Премия Гильдии киноактёров США              | 2021                | Лучшая женская роль в телефильме или мине-сериала        | Отыграть назад                 | Номинация           |
| Премия Гильдии киноактёров США              | 2022                | Лучшая женская роль                                      | Быть Рикардо                   | Номинация           |
| Выбор критиков                              | 1996                | Лучшая актриса                                           | За что стоит умереть           | Победа              |
| Выбор критиков                              | 2002                | Лучшая актриса                                           | Мулен Руж!                     | Номинация           |
| Выбор критиков                              | 2003                | Лучшая актриса                                           | Часы                           | Номинация           |
| Выбор критиков                              | 2003                | Лучший актёрский состав                                  | Часы                           | Номинация           |
| Выбор критиков                              | 2004                | Лучшая актриса                                           | Холодная гора                  | Номинация           |
| Выбор критиков                              | 2010                | Лучший актёрский состав                                  | Девять                         | Номинация           |
| Выбор критиков                              | 2011                | Лучшая актриса                                           | Кроличья нора                  | Номинация           |
| Выбор критиков                              | 2016                | Лучшая актриса второго плана                             | Лев                            | Номинация           |
| Выбор критиков                              | 2018                | Лучшая актриса в телефильме или мини-сериале             | Большая маленькая ложь         | Победа              |
| Выбор критиков                              | 2019                | Лучшая актриса второго плана                             | Стёртая личность               | Номинация           |
| Выбор критиков                              | 2020                | Лучшая актриса в драматическом сериале                   | Большая маленькая ложь         | Номинация           |
| Выбор критиков                              | 2022                | Лучшая актриса                                           | Быть Рикардо                   | Номинация           |
| Премия Гильдии продюсеров США               | 2018                | Лучший эпизод драматического сериала                     | Большая маленькая ложь         | Номинация           |
| Премия Гильдии продюсеров США               | 2020                | Лучший эпизод драматического сериала                     | Большая маленькая ложь         | Номинация           |
| Премия Гильдии продюсеров США               | 2021                | Лучший мини-сериал                                       | Отыграть назад                 | Номинация           |
| MTV Movie Awards                            | 1993                | Лучший экранный дуэт (совместно с Томом Крузом)          | Далеко-далеко                  | Номинация           |
| MTV Movie Awards                            | 1996                | Самая желанная женщина                                   | Бэтмен навсегда                | Номинация           |
| MTV Movie Awards                            | 1996                | Самая желанная женщина                                   | За что стоит умереть           | Номинация           |
| MTV Movie Awards                            | 2002                | Лучший поцелуй (совместно с Юэном Макгрегором)           | Мулен Руж!                     | Номинация           |
| MTV Movie Awards                            | 2002                | Лучшая женская роль                                      | Мулен Руж!                     | Победа              |
| MTV Movie Awards                            | 2002                | Лучшая музыкальная сцена (совместно с Юэном Макгрегором) | Мулен Руж!                     | Победа              |
| Империя                                     | 1996                | Лучшая женская роль                                      | За что стоит умереть           | Победа              |
| Империя                                     | 2000                | Лучшая женская роль                                      | С широко закрытыми глазами     | Номинация           |
| Империя                                     | 2002                | Лучшая женская роль                                      | Мулен Руж!                     | Победа              |
| Империя                                     | 2002                | Лучшая женская роль                                      | Другие                         | Номинация           |
| Империя                                     | 2004                | Лучшая женская роль                                      | Холодная гора                  | Номинация           |
| Империя                                     | 2018                | Лучшая женская роль в телесериале                        | Большая маленькая ложь         | Победа              |
| Спутник                                     | 2000                | Лучшая женская роль — драма                              | С широко закрытыми глазами     | Номинация           |
| Спутник                                     | 2002                | Лучшая женская роль — драма                              | Другие                         | Победа              |
| Спутник                                     | 2002                | Лучшая женская роль — комедия или мюзикл                 | Мулен Руж!                     | Победа              |
| Спутник                                     | 2003                | Лучшая женская роль — драма                              | Часы                           | Номинация           |
| Спутник                                     | 2007                | Лучшая женская роль — комедия или мюзикл                 | Марго на свадьбе               | Номинация           |
| Спутник                                     | 2009                | Лучший актёрский ансамбль — Кинофильм                    | Девять                         | Победа              |
| Спутник                                     | 2010                | Лучшая женская роль — драма                              | Кроличья нора                  | Номинация           |
| Спутник                                     | 2012                | Лучшая женская роль — мини-сериал или телефильм          | Хемингуэй и Геллхорн           | Номинация           |
| Спутник                                     | 2016                | Лучшая женская роль второго плана — Кинофильм            | Лев                            | Номинация           |
| Спутник                                     | 2018                | Лучшая женская роль — мини-сериал или телефильм          | Большая маленькая ложь         | Победа              |
| Спутник                                     | 2019                | Лучшая женская роль второго плана — кинофильм            | Скандал                        | Номинация           |
| Спутник                                     | 2019                | Лучшая женская роль второго плана — кинофильм            | Стёртая личность               | Номинация           |
| Спутник                                     | 2019                | Лучшая женская роль — драма                              | Время возмездия                | Номинация           |
| Спутник                                     | 2021                | Лучшая женская роль второго плана — кинофильм            | Выпускной                      | Номинация           |
| Спутник                                     | 2021                | Лучшая женская роль — мини-сериал или телефильм          | Отыграть назад                 | Номинация           |
| Спутник                                     | 2022                | Лучшая женская роль — драматический или жанровый сериал  | Девять совсем незнакомых людей | Номинация           |
| Спутник                                     | 2022                | Лучшая женская роль — драма                              | Быть Рикардо                   | Номинация           |
| Сатурн                                      | 1990                | Лучшая киноактриса                                       | Мёртвый штиль                  | Номинация           |
| Сатурн                                      | 1996                | Лучшая киноактриса                                       | За что стоит умереть           | Номинация           |
| Сатурн                                      | 2002                | Лучшая киноактриса                                       | Другие                         | Победа              |
| Сатурн                                      | 2005                | Лучшая киноактриса                                       | Рождение                       | Номинация           |
| Сатурн                                      | 2013                | Лучшая киноактриса второго плана                         | Газетчик                       | Номинация           |
| Сатурн                                      | 2014                | Лучшая киноактриса второго плана                         | Порочные игры                  | Номинация           |
| Сатурн                                      | 2019                | Лучшая киноактриса                                       | Время возмездия                | Номинация           |
| Золотая малина                              | 2006                | Худший актёрский дуэт (совместно с Уиллом Ферреллом)     | Колдунья                       | Победа              |
| Золотая малина                              | 2012                | Худшая женская роль второго плана                        | Притворись моей женой          | Номинация           |
| American Cinematheque Awards                | 2003                | Лучшая актриса                                           | Часы                           | Победа              |
| Лондонский кружок кинокритиков              | 1996                | Актриса года                                             | За что стоит умереть           | Победа              |
| Лондонский кружок кинокритиков              | 2002                | Актриса года                                             | Мулен Руж! Другие              | Победа              |
| Лондонский кружок кинокритиков              | 2004                | Актриса года                                             | Холодная гора                  | Номинация           |
| Лондонский кружок кинокритиков              | 2005                | Актриса года                                             | Рождение                       | Номинация           |
| Glamour Awards                              | 2008                | Женщина года                                             | н/д                            | Победа              |
| Glamour Awards                              | 2014                | Выдающиеся жизненные достижения                          | н/д                            | Победа              |
| Logie Awards                                | 1988                | Самая популярная актриса в мини-сериале или телефильме   | Вьетнам                        | Победа              |
| Logie Awards                                | 1990                | Лучшая актриса в мини-сериале или телефильме             | Бангкок Хилтон                 | Победа              |
| Logie Awards                                | 1990                | Самая популярная актриса в мини-сериале или телефильме   | Бангкок Хилтон                 | Победа              |
| AACTA International Awards                  | 2013                | Лучшая женская роль второго плана                        | Газетчик                       | Номинация           |
| AACTA International Awards                  | 2017                | Лучшая женская роль второго плана                        | Лев                            | Победа              |
| AACTA International Awards                  | 2018                | Лучшая женская роль второго плана                        | Убийство священного оленя      | Номинация           |
| AACTA International Awards                  | 2019                | Лучшая женская роль                                      | Время возмездия                | Номинация           |
| AACTA International Awards                  | 2019                | Лучшая женская роль второго плана                        | Стёртая личность               | Победа              |
| AACTA International Awards                  | 2020                | Лучшая женская роль второго плана                        | Скандал                        | Номинация           |
| AACTA International Awards                  | 2021                | Лучшая женская роль в телесериала                        | Отыграть назад                 | Номинация           |
| Blogbuster Entertainment                    | 1996                | Лучшая актриса                                           | Бэтмен навсегда                | Победа              |
| Blogbuster Entertainment                    | 2000                | Лучшая актриса                                           | С широко закрытыми глазами     | Победа              |
| Golden space needle                         | 1995                | Лучшая актриса                                           | За что стоит умереть           | Победа              |
| Премия Лоренса Оливье                       | 1999                | Лучшая женская роль в пьесе                              | Голубая комната                | Номинация           |
| Премия Лоренса Оливье                       | 2016                | Лучшая женская роль в пьесе                              | Фотография 51                  | Номинация           |
| Международный кинофестиваль «Братья Манаки» | 2017                | Премия «Золотая камера» лучшей международной актрисе     | Лев Тайна в их глазах Гений    | Победа              |
| Независимый дух                             | 2011                | Лучшая женская роль                                      | Кроличья нора                  | Номинация           |
| Гойя                                        | 2002                | Лучшая женская роль                                      | Другие                         | Номинация           |
| Готэм                                       | 2007                | Лучший актёрский ансамбль                                | Марго на свадьбе               | Номинация           |
| Готэм                                       | 2017                | Почётная награда                                         | н/д                            | Победа              |
| Kids' Choice Awards                         | 1996                | Любимая киноактриса                                      | Бэтмен навсегда                | Номинация           |
| Выбор народа                                | 2003                | Любимая киноактриса                                      | Часы                           | Номинация           |
| Выбор народа                                | 2005                | Любимая кинозвезда                                       | Степфордские жёны              | Номинация           |
| Выбор народа                                | 2006                | Любимая кинозвезда                                       | Колдунья Переводчица           | Номинация           |
| Бодиль                                      | 2004                | Лучшая женская роль                                      | Догвилль                       | Номинация           |
| Teen Choice Awards                          | 2009                | Лучшая драматическая актриса                             | Австралия                      | Номинация           |
| Общество кинокритиков Канзаса               | 2002                | Лучшая актриса                                           | Другие                         | Победа              |
| Общество кинокритиков Бостона               | 1995                | Лучшая актриса                                           | За что стоит умереть           | Победа              |
| Ассоциация кинокритиков Юго-Востока         | 1996                | Лучшая актриса                                           | За что стоит умереть           | Победа              |
| Ассоциация кинокритиков Юго-Востока         | 2003                | Лучшая актриса                                           | Часы                           | Номинация           |
| Общество кинокритиков Лас-Вегаса            | 2003                | Лучшая актриса                                           | Часы                           | Победа              |
| Общество кинокритиков Лас-Вегаса            | 2004                | Лучшая актриса                                           | Холодная гора                  | Номинация           |
| Общество кинокритиков Лас-Вегаса            | 2011                | Лучшая актриса                                           | Кроличья нора                  | Номинация           |
| Каннский кинофестиваль                      | 2017                | Почётная награда                                         | н/д                            | Победа              |
| Берлинский кинофестиваль                    | 2003                | Премия «Серебряный медведь» за лучшую женскую роль       | Часы                           | Победа              |
| Венецианский кинофестиваль                  | 2024                | Кубок Вольпи за лучшую женскую роль                      | Плохая девочка                 | Победа              |
| Голливудская «Аллея славы»                  | 2002                | Именная звезда за вклад в киноиндустрию                  | н/д                            | Победа              |